# Низший Ольчедаев
Низший Ольчедаев (укр. Нижчий Ольчедаїв) — село на Украине, находится в Могилёв-Подольском районе Винницкой области.
Население по переписи 2001 года составляет 420 человек. Почтовый индекс — 24013. Телефонный код — 4337.
Занимает площадь 1,3 км².

## Религия
В селе действует Свято-Покровский храм Могилёв-Подольского благочиния Могилёв-Подольской епархии Украинской православной церкви.

## Адрес местного совета
24011, Винницкая область, Могилёв-Подольский р-н, с. Кукавка, ул. Ленина, 40